# Vladimír Zábrodský
Temple de la renommée de l'IIHF : 1997
Temple de la renommée tchèque : 2008
Vladimír Zábrodský (né le 7 mars 1923 à Prague en Tchécoslovaquie et mort le 20 mars 2020 à Stockholm en Suède) est un joueur professionnel tchécoslovaque de hockey sur glace qui évoluait au poste de centre. Il joue également au tennis et représente son pays lors de la Coupe Davis en 1948, 1955 et 1956. Il est champion de Tchécoslovaquie en 1951 et finaliste en 1954 et 1955.
Zábrodský joue pendant plus de vingt ans dans le championnat principal de Tchécoslovaquie, remportant à titre personnel 9 titres avec le LTC Prague et 2 de plus avec le Sparta Sokolovo Praha. Joueur international important de l'équipe nationale, il remporte le championnat du monde en 1947 et 1949. Il remporte également la médaille d'argent lors des Jeux olympiques de 1948.

## Biographie

### Ses débuts avec le LTC
Vladimír Zábrodský est né le 7 mars 1923 dans Štvanici, un quartier de Prague. Il est le fils d'Olgy Nikitiny, mère d'origine russe, et d'Oldřicha Zábrodský. Il commence à patiner à l'âge de 5 ans, tient sa première crosse deux ans plus tard et dès neuf ans fait ses débuts avec le Lawn Tennis Club Praha.
En 1938-1939 il joue avec l'équipe senior du LTC dans le championnat de Tchécoslovaquie. Le LTC est alors le meilleur club du pays avec déjà deux titres de champions lors des deux saisons précédentes. Alors que les saisons 1936-1937 et 1937-1938 sont jouées avec des équipes de Slovaquie et de Bohème centrale, cette saison 1938-1939 n'accueille que huit équipes de Bohème. Le LTC remporte le titre avec un parcours sans faute : 7 victoires et 61 buts inscrits.
Le LTC remporte lors des années suivantes de nouveaux titres de champion : en 1939-1940, 1941-1942 et 1942-1943. En 1943-1944, le LTC remporte un nouveau titre de champion, le septième du club et le cinquième pour Zábrodský. Cinq matchs sont joués au cours de cette saison et le centre du LTC finit meilleur buteur du championnats avec 10 buts inscrits. 

### Après la Seconde Guerre mondiale
La saison 1944-1945 est la première annulée depuis les débuts de la Seconde Guerre mondiale. En 1945-1946, deux groupes sont constitués avec six équipes dans chaque groupe. La finale du championnat a lieu le 9 mars 1946 entre les inévitables joueurs du LTC d'un côté et ceux du I. ČLTK Prague de l'autre dans la patinoire du LTC, le Zimní stadión Štvanice. Les joueurs locaux s'imposent sur le score de 3-1. L'équipe compte alors dans ses rangs le frère cadet de Vladimír : Oldřich Zábrodský (cs).
Au cours de la saison 1946-1947, le LTC participe à l'édition 1946 de la Coupe Spengler. Auprès des clubs suisses du Zürcher Schlittschuh Club Lions, du HC Davos et également de l'Université d'Oxford d'Angleterre, les tchécoslovaques remportent les trois matchs joués dont une victoire 20-2 contre la formation britannique. La finale 1947 de Tchécoslovaquie oppose les deux mêmes équipes que celle de l'année passée. Il est décidé de mettre en place une finale en deux matchs, le premier étant joué sur l'île de Štvanice à Prague, une victoire 10-0 du LTC. Le deuxième match est joué dans la ville de Brno et malgré une victoire 8-5 du I. ČLTK, le LCT remporte son neuvième titre de champion du pays. Avec 17 buts, Vladimír Zábrodský est le meilleur buteur de la saison.
Après avoir participé à trois matchs amicaux au cours de la saison 1946-1947 avec l'équipe de Tchécoslovaquie, Zábrodský est sélectionné pour jouer le championnat du monde 1947 qui se joue à Prague. La Tchécoslovaquie débute de la meilleure des manières le tournoi en remportant la première rencontre contre la Roumanie sur le score de 23-1 dont huit buts par joueur vedette du LTC. L'Autriche ne résiste pas plus aux joueurs tchécoslovaques qui s'imposent 13-5 avec 5 buts de plus inscrits sur la fiche de Zábrodský. Les Polonais, 12-0 avec un but de Zábrodský, puis les Suisses, 6-1 avec deux buts de Zábrodský, et enfin les Belges, 24-0 dont la moitié par le joueur du LTC, sont également défaits. Le 22 février 1947, les Tchécoslovaques affrontent la Suède auteurs de six victoires et d'un matchs nuls depuis les débuts de la compétition. Avec une victoire 2-1 de la part des Suédois, ces derniers pensent être sacrés champions mais ils chutent lors du dernier match contre l'Autriche alors que dans le même temps, la Tchécoslovaquie s'impose 6-1 face aux États-Unis. Zábrodský, aux côtés de son frère, est sacré champion du monde et finit la compétition avec le plus haut total de buts : 29 réalisations.
Le LTC remporte un dixième titre en 1947-1948 : premiers de leur poule, ils battent en finale le I. ČLTK, 7-1 et 13-5. Zábrodský se classe deuxième buteur de la saison avec trois buts de moins que Vladimír Kobranov, buteur du ČLTK. Quelques mois plus tôt, ils mettent également la main sur la Coupe Spengler de décembre 1947.
Au mois de février 1948, les Jeux olympiques d'hiver sont organisés en Suisse. La Tchécoslovaquie remporte tous ses matchs à l'exception de la rencontre contre le Canada qui se solde par un match nul sans but inscrit. Les deux équipes sont donc à égalité au classement général pour la première place mais avec une différence de buts de +64 contre +62, ce sont les Canadiens qui reçoivent la médaille d'or. Avec 21 buts, Zábrodský est le meilleur buteur de la compétition. Il inscrit quasiment à chaque rencontre 3 ou 4 buts, hormis contre le Canada où aucun but n'est inscrit et contre les États-Unis, où il n'en inscrit qu'un seul. Zábrodský est le porte-drapeau de la délégation tchécoslovaque lors de ces Jeux.
La saison 1948-1949 est une saison qui débute mal pour le LTC. En effet, lors d'une tournée internationale à Paris puis en Angleterre, un des deux avions de l'équipe disparaît au-dessus de la manche et ne sera jamais retrouvé ; l'équipe perd alors six joueurs de l'équipe alors que le gouvernement tchécoslovaque pense qu'ils ont tout abandonné pour quitter le pays. L'équipe parvient tout de même à se remettre et remporte la Coupe Spengler puis le titre de champion de Tchécoslovaquie sans perdre le moindre match. Zábrodský inscrit 19 buts pour son équipe et finit meilleur réalisateur de la saison devant son coéquipier, Stanislav Konopásek, auteur de 14 buts. 
Les championnats du monde 1949 sont joués en Suède à Stockholm. La Tchécoslovaquie prend place dans le groupe C et perd sa rencontre contre le pays organisateur 4-2, un but étant inscrit par le buteur du LTC, mais bat la Finlande sur le score de 19-2, quatre buts de Zábrodský. Un tournoi regroupe les six meilleures formations du premier tour au sein d'un groupe. Chaque équipe joue une rencontre contre les cinq autres. La Tchécoslovaquie bat le Canada 3-2, un doublé de Zábrodský, écrase l'Autriche 7-1 puis la Suisse 8-1, deux buts de plus pour Zábrodský, mais perd le match suivant contre les États-Unis 2-0. La dernière rencontre entre la Suède et la Tchécoslovaquie est décisive pour la médaille d'or ; Zábrodský inscrit un des trois buts pour son pays alors que le gardien Bohumil Modrý arrête tous les lancers adverses pour une victoire 3-0,.
Zábrodský meurt le 20 mars 2020 à l'âge de 97 ans,,.

## Statistiques

### En club
| Saison    | Équipe                  | Ligue                 |    | PJ | B | A  | Pts | Pun |
| 1938-1939 | LTC Praha               | Tchécoslovaquie       | -  | -  | - | -  | -   |     |
| 1939-1940 | LTC Praha               | Tchécoslovaquie       | -  | -  | - | -  | -   |     |
| 1940-1941 | LTC Praha               | Tchécoslovaquie       | -  | -  | - | -  | -   |     |
| 1941-1942 | LTC Praha               | Tchécoslovaquie       | -  | -  | - | -  | -   |     |
| 1943-1944 | LTC Praha               | Tchécoslovaquie       | -  | 10 | - | -  | -   |     |
| 1945-1946 | LTC Praha               | Tchécoslovaquie       | -  | 7  | - | -  | -   |     |
| 1946-1947 | LTC Praha               | Tchécoslovaquie       | -  | 17 | - | -  | -   |     |
| 1947-1948 | LTC Praha               | Tchécoslovaquie       | -  | 17 | - | -  | -   |     |
| 1948-1949 | LTC Praha               | Tchécoslovaquie       | -  | 19 | - | -  | -   |     |
| 1949-1950 | LTC Praha               | Tchécoslovaquie       | -  | 20 | - | -  | -   |     |
| 1950-1951 | Sparta Sokolovo Praha   | Championnat régional  | -  | -  | - | -  | -   |     |
| 1951-1952 | Sparta Sokolovo Praha   | Mistrovství republiky | 15 | 24 | 0 | 24 | -   |     |
| 1952-1953 | Sparta Sokolovo Praha   | Mistrovství republiky | 14 | 32 | 0 | 32 | -   |     |
| 1953-1954 | Sparta Sokolovo Praha   | Mistrovství republiky | 15 | 30 | 0 | 30 | -   |     |
| 1954-1955 | Sparta Sokolovo Praha   | Mistrovství republiky | 14 | 21 | 0 | 21 | -   |     |
| 1955-1956 | Sparta Sokolovo Praha   | Mistrovství republiky | 20 | 24 | 0 | 24 | -   |     |
| 1956-1957 | Sparta Sokolovo Praha   | 1. liga               | 26 | 33 | 0 | 33 | -   |     |
| 1957-1958 | Sparta Sokolovo Praha   | 1. liga               | 22 | 24 | 0 | 24 | -   |     |
| 1958-1959 | Sparta Sokolovo Praha   | 1. liga               | 21 | 23 | 0 | 23 | -   |     |
| 1959-1960 | Sparta Sokolovo Praha   | 1. liga               | 21 | 17 | 0 | 17 | -   |     |
| 1963-1964 | HC Bohemians Praha (cs) | -                     | -  | -  | - | -  | -   |     |
| 1964-1965 | HC Bohemians Praha      | -                     | -  | -  | - | -  |     |     |

### Avec l'équipe nationale
| Année | Équipe          | Compétition           |    | PJ | B | A  | Pts | Pun                |  | Résultats |
| 1946  | Tchécoslovaquie | Matchs internationaux | 3  | 2  | - | -  | -   |                    |  |           |
| 1947  | Tchécoslovaquie | Championnat du monde  | 7  | 29 | 0 | 29 | -   | Médaille d'or      |  |           |
| 1947  | Tchécoslovaquie | Matchs internationaux | 14 | 46 | - | -  | -   |                    |  |           |
| 1948  | Tchécoslovaquie | Jeux olympiques       | 8  | 22 | 0 | 21 | -   | Médaille d'argent  |  |           |
| 1948  | Tchécoslovaquie | Matchs internationaux | 13 | 31 | - | -  | -   |                    |  |           |
| 1949  | Tchécoslovaquie | Championnat du monde  | 7  | 10 | 0 | 9  | -   | Médaille d'or      |  |           |
| 1949  | Tchécoslovaquie | Matchs internationaux | 22 | 42 | - | -  | -   |                    |  |           |
| 1950  | Tchécoslovaquie | Matchs internationaux | 2  | 0  | - | -  | -   |                    |  |           |
| 1954  | Tchécoslovaquie | Championnat du monde  | 7  | 4  | 4 | 8  | 2   | Quatrième place    |  |           |
| 1954  | Tchécoslovaquie | Matchs internationaux | 13 | 10 | - | -  | -   |                    |  |           |
| 1955  | Tchécoslovaquie | Championnat du monde  | 8  | 13 | 1 | 14 | 0   | Médaille de bronze |  |           |
| 1955  | Tchécoslovaquie | Matchs internationaux | 17 | 23 | - | -  | -   |                    |  |           |
| 1956  | Tchécoslovaquie | Jeux olympiques       | 7  | 2  | 2 | 4  | 0   | Cinquième place    |  |           |
| 1956  | Tchécoslovaquie | Matchs internationaux | 10 | 4  | - | -  | -   |                    |  |           |

## Trophées et honneurs personnels
- 1938-1939 : champion de Tchécoslovaquie avec le LTC Praha (1)
- 1939-1940 : champion de Tchécoslovaquie avec le LTC Praha (2)
- 1941-1942 : champion de Tchécoslovaquie avec le LTC Praha (3)
- 1942-1943 : champion de Tchécoslovaquie avec le LTC Praha (4)
- 1943-1944 : 
  - meilleur buteur de la saison
  - champion de Tchécoslovaquie avec le LTC Praha (5)
- 1945-1946 : 
  - champion de Tchécoslovaquie avec le LTC Praha (6)
- 1946-1947 :
  - Coupe Spengler
  - meilleur buteur de la saison
  - champion de Tchécoslovaquie avec le LTC Praha (7)
  - médaille d'or au championnat du monde
- 1947-1948 : 
  - Coupe Spengler
  - champion de Tchécoslovaquie avec le LTC Praha (8)
  - Médaille d'argent aux Jeux olympiques d'hiver
- 1948-1949 :
  - Coupe Spengler
  - meilleur buteur de la saison
  - champion de Tchécoslovaquie avec le LTC Praha (9)
  - médaille d'or au championnat du monde
- 1952-1953 : champion de Tchécoslovaquie avec le Sparta Sokolovo Praha (10)
- 1953-1954 :
  - meilleur buteur de la saison
  - champion de Tchécoslovaquie avec le Sparta Sokolovo Praha (11)
- 1954-1955 : médaille de bronze au championnat du monde
- 1956-1957 : meilleur buteur de la saison
- 1958-1959 : meilleur buteur de la saison
- 1997 : membre du temple de la renommée
- 2008 : membre Temple de la renommée du hockey tchèque